# 381-я стрелковая дивизия
381-я стрелковая дивизия (381 сд) — воинское формирование (соединение, стрелковая дивизия) РККА в Великой Отечественной войне.
Дивизия участвовала в боевых действиях с 26 декабря 1941 года по 9 мая 1945 года
Сокращённое наименование — 381 сд.

## История

### Формирование
Дивизия начала формироваться по Приказу Народного Комиссариата Обороны 10.9.41 г. в городе Златоуст Челябинской области в составе 1259, 1261, 1263 стрелковых полков, 935 артиллерийского полка, 652 отдельного саперного батальона, 434 отдельной роты разведки, 248 отдельного истребительно — противотанкового дивизиона, 257 отдельной роты связи, 457 Отдельного медико- санитарного батальона и других частей. Формирование личным составом осуществлялось за счёт мобилизации в Красную Армию из Челябинской, Свердловской и Кировской областей и Башкирской АССР.
Формирование закончено к 20.9.41 г. Командиром назначен полковник Толстых, начальником штаба подполковник Лебедев.
18.11.41 г. дивизия железнодорожным транспортом прибыла на станцию Любим, где получила матчасть и вооружение, 17.12.41 г. прибыла на станцию Лихославль Калининской области и вошла в состав 39-й армии Калининского фронта.

### 1941—1943 г.г.
26.12.41 г. части дивизии сосредоточились для наступления в районе Денежное (Старицкий район), Марково (Калининский район), Опалево (Московская область). Первый бой был принят за деревню Опалево.
Ржевско-Вяземская наступательная операция 1942 г. 
10 января 42 г. дивизия перешла в наступление и ведёт бои за укреплённые пункты Опалево, Мологино (Тверская область), Афанасово, в наступлении дивизия освободила 48 населенных пунктов.
С 15 января 381 сд передана в состав 29-й армии, частям которой приказывалось отрезать и уничтожить Ржевскую группировку противника, не допустив её отхода на юг. 23 января немецкие войска нанесли удар, отрезав части 29 и 39 армий от Волги, тем самым затруднив их снабжение, дивизии вынуждены перейти к обороне.
В начале февраля немецкие войска перешли в контрнаступление против частей 29 армии, 1 танковая дивизия противника перерезала пути снабжения. С 5.2.42 г. 381 дивизия оставила Афанасово, ведёт бои в окружении.
Командованием окружённой группы было принято решение на прорыв к расположению 39 армии. 19 февраля 381 сд. с другими частями (опергруппа штаба 29-й армии, части 185 сд) вышла из окружения в районе д. Клины (Тверская область). Всего из окружение вышло до 3500 чел. Вышедшие из окружения части 381 сд заняли оборону в районе д. Семешня, деревня Волосатики (Калининская область). Дивизия вела оборонительные бои на этом рубеже до июля 42 г.
В конце июня — в начале июля 42 г. дивизия ведет ожесточённые бои с противником, который к этому времени сосредоточил 20 танковую дивизию. 5.7. 42 г. дивизия получает приказ прикрывать выход из боя 39-й армии, ведет бои, попадает в окружение, из которого, выполнив приказ, выходит в ночь на 18.7.42 г. и в районе города Белый соединяется с частями 41-й армии. В это время в составе дивизии насчитывалось 582 человека.
С 26.7.42 года дивизия выводится на доукомплектование в район г. Череповец, получая пополнение личным составом и материальной частью. Доукомплектование закончено к 3.9.42 г. Командиром дивизии назначен полковник Маслов, начальником штаба полковник Раков, военным комиссаром батальонный комиссар Васягин. Численность дивизии после получения пополнения 10380 человек.
Бои за город Великие Луки и город Новосокольники
27.9.42 г. дивизия вошла в состав 3-й ударной армии Калининского фронта.
16-17.11.42 года дивизия сосредоточилась в районе Власково (Невельский район) (15-20 км северо — восточнее г. Великие Луки) в готовности к наступлению.
Начав наступление в ночь на 25.11.42 г. к 28.11.42 г., дивизия завладела рубежами Гороватка (Жарковский район), Михалево, Меленка, Крюково и другими, тем самым выполнив задачу изоляции с запада. г. Великие Луки, который в это время штурмовали другие части.
В результате наступления дивизия очистила 135 км² территории, освободила 103 населенных пункта, захвачено 6 орудий, 4 танка и другое имущество и вооружение. Потери дивизии около 600 человек убитыми и ранеными.
1.12 42 г. дивизия продолжила наступление в направлении на г. Новосокольники и к 28.12.42 года овладела рубежом Рогатки, Шолохово, Пашково. С 3.12. 42 г. дивизия отбивала попытки деблокирующего удара немецкой 8 танковой дивизии на Великие Луки с северо -запада.
Введя в бой пехоту и 30 танков при поддержке авиации, противник прорвал оборону на участке Левково, Павлово, Гороватка, возникла угроза выхода немцев к Великим Лукам. 7.12 42 года дивизия при поддержке 6-й танковой бригады перешла в наступление, после боя, переходящего в рукопашную схватку, овладела населённым пунктом Шатилово и к 8.1. 43 г. закрепилась на отвоёванном рубеже. Попытки немцев прорваться к Великим Лукам были отбиты упорной обороной частей дивизии, 31 и 26 стрелковыми бригадами. Выступ позиций наших войск в районе Новосокольников удалось удержать, к 18 января 43 г. последние остатки гарнизона Новосокольники были уничтожены.
После получения пополнения во 2-й половине 1943 года дивизия участвовала в наступательных боях в Смоленской области в составе 3-й ударной армии, с октября 43 г. в составе 4-й ударной армии Калининского фронта (20 10.43 г. в соответствии с приказом Ставки ВГК Калининский фронт переименован в 1-й Прибалтийский фронт), в декабре 43 г. в составе 6 гвардейской армии.
В июне 1943 г. командиром дивизии назначается полковник Якушов.
В ноябре — декабре 1943 г. дивизия в составе 2-й гвардейского стрелкового корпуса 4 ударной армии ведет бои по окружению и разгрому городокской группировки противника, расширению плацдарма на реке Оболь.

### 1944 год
Бои в районе Витебска
18.12 43 г. дивизия выведена из боя и передислоцирована пешим маршем в район 45 км северо — западнее г. Витебск, где с 24.12 43 г. г. до 17.1 44 года ведет бои за овладение дорогой Витебск — Полоцк, бои за опорные пункты в районе Витебска.
С 17.1.44 г. до 1.2.44 г. находится на переформировании в районе города Городок (город, Белоруссия). В связи с болезнью комдива Якушова командир дивизии гвардии полковник Серебряков.
В феврале 44 г. дивизия вошла в состав 6-й Гвардейской армии, передислоцирована в район Лоево (30 км западнее г. Невель), провела успешную локальную наступательную операцию, захватив Рудня (город), Утуга (деревня), Замошица и перешла к обороне на достигнутых рубежах. 29.3.44 г. передислоцирована пешим маршем 130 км. в район Великие Луки в готовности к наступлению. Командование принял полковник Якушов.
7.4.44 г. передислоцирована в район станции Чертолино (25 км западнее г. Ржев) и вошла в состав 21-й армии в резерве Ставки. К 8.5.44 г. передислоцирована в район г. Красное Село и вошла в состав Ленинградского фронта, проводилось доукомплектование и боевая подготовка.
 Выборгская наступательная операция Ленинградского фронта 

Прорыв первой линии обороны финнов на Карельском перешейке (1944 г.). Страница документа Боевой путь 40 гвардейского миномётного полка

В июне — июле 1944 года дивизия участвует в Выборгской наступательной операции Ленинградского фронта и в её продолжении — в боях в межозерном дефиле и в сражении на реке Вуоксе.
Выборгскую операцию 381 сд начала в составе 97 стрелкового корпуса, участвуя в прорыве первого рубежа долговременной оборонительной линии финнов на Карельском перешейке.
10.6.44 г. в 8 часов 20 мин. по сигналу «Орел» войсками фронта была начата артиллерийская подготовка, продолжавшаяся 2 часа 20 минут, и массированные удары авиации. В результате артподготовки и авиаударов финская оборона на переднем крае, укрепления и техника на всю глубину его обороны были в значительной мере уничтожены. Противник понёс большие потери в живой силе. Только один 40-й гвардейский миномётный полк, поддерживавший наступление 97 стрелкового корпуса, дал по финским позициям 5 полковых залпов реактивными снарядами М-20 и 2 залпа снарядами М-13.
381 сд наступала в направлении населённых пунктов Камешки, Большое и Малое Каллелово (в настоящее время не существуют) и прорвала линию обороны финнов на фронте 2 км, овладела Каллеловскими высотами, части дивизии сходу форсировали реку Сестра, разгромив 2 батальона противника и захватив большое количество трофейного вооружения. К 18.00 части 97 ск прорвали сильно укреплённый долговременный рубеж обороны противника на участке 6 км.
11.6.44 г дивизия перешла в подчинение 98 стрелкового корпуса 23 армии.

Продолжая преследовать отходящего противника, части дивизии к 13.6.44 г. подошли ко второй главной долговременной оборонительной линии финнов (VT- линия) в районе Сийранмяки (не существующей в настоящее время деревни, находится недалеко от посёлка Первомайское (до 1948 г. посёлок Первомайское назывался Кивеннапа), Выборгский район (Ленинградская область).
Узел обороны Сийранмяки, высота 171.0, являлся ключевой позицией обороны на этом участке, состоял из трех линий траншей, густой сети железобетонных долговременных огневых точек (ДОТ), нескольких рядов бетонных надолб, 4 рядов проволочных заграждений. 14.6.44 г. войска 381 сд и 281-й стрелковой дивизии перешли в наступление . Противник, отведя свои части на этот рубеж, оказывал упорное сопротивление. Завязались ожесточённые бои с большими потерями, переходящие в рукопашные схватки.
17.6.44 года противник начал отход на третью линию обороны, только 18.6.44 года узел обороны Сийранмяки был очищен от финских войск, в прорыв введена 177-я стрелковая дивизия.
Сражение за Сийранмяки в ряду (Сражение при Куутерселькя, Сражение при Тали — Ихантала, Сражение на Вуоксе) самых тяжёлых и кровопролитных сражений на Карельском перешейке летом 1944 г.
17.6.44 г. 381 сд выведена во второй эшелон 23-й армии, сосредоточена в районе Хентула (Ключевое (Ленинградская область)).
30.6.44 г. 381 сд сменила части 281 сд на рубеже гряды Яюряпяя на юго-западном берегу реки Вуокса.
С 4.7 по 7.7 1944 года 381 сд с другими дивизиями (281 и 92 сд) 98 стрелкового корпуса с частями усиления был ликвидирован финский плацдарм на правом (южном) берегу реки Вуокса около поселка Пааккола (Барышево (Ленинградская область)) с узлами обороны на высотах 44.5 Северная и 44.5 Южная гряды Яюряпяя, прикрывавший место предстоящего форсирования реки силами 23-й армии. Бои носили ожесточённый характер. 7.7.44 года плацдарм был ликвидирован. Потери финских войск, воевавших против дивизии, убитыми составили 340 человек, взяты в плен 120. Потери 381 сд с 4.7 по 10.7 44 г. : убиты 443 человека, ранены 1264 человека. После ликвидации плацдарма дивизия занимает рубеж обороны Ниэмеля — озеро Носкуон Селькя.
15.7.44 г. 381 сд в составе 98 ск с занимаемым рубежом обороны от Ниэмеля до озера Кокон-селькя перешла в подчинение 21 -й армии.
За прорыв долговременной финской обороны на Карельском перешейке 381-й стрелковой дивизии Приказом Верховного Главнокомандующего № 0172 от 22.6.44 г присвоено почётное наименование Ленинградская, Указом Президиума Верховного Совета СССР от 7.7.44 г. она награждена Орденом Красного Знамени.
10 сентября 44 г. дивизия отмечала третью годовщину. В этот день во всех частях и подразделениях были проведены торжественные митинги, доклады и беседы со всем личным составом по боевой истории дивизии, на которых отмечены наиболее выдающиеся успехи, и особенно, действиях на Карельском перешейке в июне — июле 1944 г., где дивизия заслужила вторую по счету благодарность от Верховного Главнокомандующего т. Сталина, Орден Красного Знамени и наименование Ленинградская.
14.9.44 г. после окончания боевых действий с Финляндией 381 сд в составе 98 ск начала передислокацию с Карельского перешейка и к 20.10.44 г. сосредоточилась в районе г. Брок(Польша), совершив только с 12.10 по 20 10.44 г. по маршруту Псков — Белосток (Польша) по железной дороге переезд общей сложностью 900 км.
Дивизия в составе 98 ск вошла в состав 2-й ударной армии 2-го Белорусского фронта, проводила подготовку к предстоящему наступлению.

### 1945 год
В составе 2-й ударной армии 2-го Белорусского фронта 381 сд участвовала в Восточно-Прусской операции, её составной части Млава- Эльбигенской операции, в Восточно — Померанской операции.
С 14.1. по 16.1.45 г. дивизия приняла участие в наступлении по прорыву хорошо укреплённой долговременной обороны севернее города  Пултуск .
В боях отличился 1263 стрелковый полк 381-й стрелковой дивизии, награждённый за прорыв долговременной обороны севернее Пултуск  Орденом Красного Знамени. 

Противотанковый ров на подступах к городу Эльбинг (Германия, 1945 год). Из альбома фотоснимков к докладу о боевых действиях 5-й гвардейской танковой армии.

Продолжая наступление, 31.1.45 г. 381 сд участвовала в боях за г. Эльбинг, проводимых с целью отсечь окружённую в Восточной Прусии группировку от основных районов Германии.
Гарнизон города составлял 10000 чел. сводных подразделений и разных частей и 4000 чел. из подразделений фольксштурма. Сложную для наступательных действий сильно пересечённую местность на подступах к городу противник дополнително укрепил, кроме того, для долговременной обороны были приспособлены не отмеченные на картах недавно построенные каменные сооружения.

К исходу 1.2.45 г.381 сд вышла к заливу Оствинкель, тем самым разрезала сообщение с Восточной Пруссией.
5.2.45 г. 381 сд,, обходя город с севера, с частями 116 ск окружили город. Бои не затихали ни днём, ни ночью. 10.2.45 г. организованное сопротивление немцев было сломлено.
Войска корпуса продолжали наступление.
С 2.3. 45 г. 381 дивизия участвовала в боях за город и крепость  г. Грауденц . Долговременная оборона на подступах к городу состояла из нескольких линий траншей и сети железобетонных ДОТ и бронеколпаков. Блокированный немецкий гарнизон насчитывал до 8000 личного состава из разных частей.
Дивизия наносила главный удар с северо- востока. Противник до 12 раз в сутки переходил в контратаки. 5.3.45 г. немецкие части были блокированы в крепости, 6 3.45 г. гарнизон крепости капитулировал.
17.3.45 г. 98 ск частями 381 и 281 сд в первом эшелоне перешёл в наступление в направлении на город Данциг . На дальних рубежах дивизии пришлось преодолевать оборонительные сооружения, построенные на глубину до 20 км, с траншеями полного профиля и проволочными заграждениями, при постоянных контратаках немцев. К 26.3.45 г дивизия вышла на ближние подступы к Данцигу и вела бой ночными подразделениями севернее Боргфельд. 28.3.45 г. корпус, проводя перегруппировку, вывел 381 сд во 2 эшелон.
30.3.45 г. противник был выбит из г. Гданьск и отходил в восточном направлении.
Важнейшая база германского флота на Балтийском море была взята.
За овладение г . Гданьском 1261 стрелковый полк и 935 артиллерийский полк дивизии награждены  Орденом Суворова III ст. , 1259 полк получил  почётное наименование Гданьский.
К 14.4.45 года дивизия, в составе 98 ск, оттеснив противника на рубеж устье реки Висла, Херцберг (Эльстер), Вотцляфф, перешла к обороне.
В течение апреля — мая 45 г. дивизия несколько раз в составе корпуса передислоцировалась в соответствии с планами командования.
На конец мая 1945 г. части дивизии дислоцируются в г. Штольц.
Расформирована 381 стрелковая дивизия в июле 1945 года.

## Полное название
381-я стрелковая Ленинградская Краснознамённая дивизия

## Состав
- 1259-й стрелковый Гданьский полк

Почётное наименование «Гданьский» присвоено приказом Верховного Главнокомандующего 25.5.1945 г. За овладение городом Гданьск.
- 1261-й стрелковый ордена Суворова полк

 Орденом Суворова III ст награждён 17 мая 1945 года за образцовое выполнение заданий командования в боях с немецкими захватчиками при овладении городом и крепостью Гданьск (Данциг) и проявленные при этом доблесть и мужество
- 1263-й стрелковый Эльбингский Краснознамённый полк

 Орденом Красного Знамени награждён 17 февраля 1945 года за
образцовое выполнение заданий командования в боях с немецкими захватчиками при прорыве обороны немцев севернее Варшавы и проявленные при этом доблесть и мужество). Почётное наименование Эльбингский присвоено Приказом Верховного Главнокомандующего № 0061 5.4.1945 г. За овладение городом Эльбинг.
- 935-й артиллерийский Краснознамённый полк

 Орденом Красного Знамени награждён 17 мая 1945 года за образцовое выполнение заданий командования в боях с немецкими захватчиками при овладении городом и крепостью Гданьск (Данциг) и проявленные при этом доблесть и мужество
- 248-й отдельный истребительно-противотанковый дивизион
- 197-й пулемётный батальон (с 09.08.1942 г. по 26.02.1943 г.),
- 441-й сапёрный батальон (с 07.09.1942 г. — 652-й отдельный сапёрный батальон)
- 823-й отдельный батальон связи (257-я отдельная рота связи)
- 457-й отдельный медико-санитарный батальон
- 434-я отдельная разведывательная рота
- 450-я отдельная рота химической защиты
- 487-я автотранспортная рота
- 226-я полевая хлебопекарня
- 795-й дивизионный ветеринарный лазарет
- 1446-я полевая почтовая станция
- 1249-я (745-я) полевая касса Государственного банка

## Подчинение
| Дата            | Фронт                       | Армия                 | Корпус                            | Примечания     |
| --------------- | --------------------------- | --------------------- | --------------------------------- | -------------- |
| 01.09.1941 года | Уральский военный округ     |                       |                                   | формирование   |
| 01.10.1941 года | Уральский военный округ     |                       |                                   | формирование   |
| 01.11.1941 года | Уральский военный округ     |                       |                                   | формирование   |
| 01.12.1941 года | Резерв Ставки               | 39-я армия            |                                   | -              |
| 01.01.1942 года | Калининский фронт           | 39-я армия            |                                   | -              |
| 01.02.1942 года | Калининский фронт           | 39-я армия            |                                   | -              |
| 01.03.1942 года | Калининский фронт           | 29-я армия            |                                   | -              |
| 01.04.1942 года | Калининский фронт           | 39-я армия            |                                   | -              |
| 01.05.1942 года | Калининский фронт           | 39-я армия            |                                   | -              |
| 01.06.1942 года | Калининский фронт           | 39-я армия            |                                   | -              |
| 01.07.1942 года | Калининский фронт           | 39-я армия            |                                   | -              |
| 01.08.1942 года | Архангельский военный округ |                       |                                   | доформирование |
| 01.09.1942 года | Архангельский военный округ |                       |                                   | доформирование |
| 01.10.1942 года | Калининский фронт           | 43-я армия            |                                   | -              |
| 01.11.1942 года | Калининский фронт           | 3-я ударная армия     |                                   | -              |
| 01.12.1942 года | Калининский фронт           | 3-я ударная армия     |                                   | -              |
| 01.01.1943 года | Калининский фронт           | 3-я ударная армия     |                                   | -              |
| 01.02.1943 года | Калининский фронт           | 3-я ударная армия     |                                   | -              |
| 01.03.1943 года | Калининский фронт           | 3-я ударная армия     | 5-й гвардейский стрелковый корпус | -              |
| 01.04.1943 года | Калининский фронт           | 3-я ударная армия     | 5-й гвардейский стрелковый корпус | -              |
| 01.05.1943 года | Калининский фронт           | 3-я ударная армия     | 5-й гвардейский стрелковый корпус | -              |
| 01.06.1943 года | Калининский фронт           | 3-я ударная армия     | 5-й гвардейский стрелковый корпус | -              |
| 01.07.1943 года | Калининский фронт           | 3-я ударная армия     |                                   | -              |
| 01.08.1943 года | Калининский фронт           | 3-я ударная армия     |                                   | -              |
| 01.09.1943 года | Калининский фронт           | 3-я ударная армия     |                                   | -              |
| 01.10.1943 года | Калининский фронт           | 4-я ударная армия     | 83-й стрелковый корпус            | -              |
| 01.11.1943 года | 1-й Прибалтийский фронт     | 4-я ударная армия     | 2-й гвардейский стрелковый корпус | -              |
| 01.12.1943 года | 1-й Прибалтийский фронт     | 4-я ударная армия     | 2-й гвардейский стрелковый корпус | -              |
| 01.01.1944 года | 1-й Прибалтийский фронт     | 4-я ударная армия     | 2-й гвардейский стрелковый корпус | -              |
| 01.02.1944 года | 1-й Прибалтийский фронт     | 4-я ударная армия     | 2-й гвардейский стрелковый корпус | -              |
| 01.03.1944 года | 1-й Прибалтийский фронт     | 6-я гвардейская армия | 2-й гвардейский стрелковый корпус | -              |
| 01.04.1944 года | Резерв Ставки               | 21-я армия            | 97-й стрелковый корпус            | -              |
| 01.05.1944 года | Ленинградский фронт         | 21-я армия            | 97-й стрелковый корпус            | -              |
| 01.06.1944 года | Ленинградский фронт         | 21-я армия            | 97-й стрелковый корпус            | -              |
| 01.07.1944 года | Ленинградский фронт         | 23-я армия            | 98-й стрелковый корпус            | -              |
| 01.08.1944 года | Ленинградский фронт         | 21-я армия            | 98-й стрелковый корпус            | -              |
| 01.09.1944 года | Ленинградский фронт         | 21-я армия            | 98-й стрелковый корпус            | -              |
| 01.10.1944 года | Резерв Ставки               | 2-я ударная армия     | 98-й стрелковый корпус            | -              |
| 01.11.1944 года | 2-й Белорусский фронт       | 2-я ударная армия     | 98-й стрелковый корпус            | -              |
| 01.12.1944 года | 2-й Белорусский фронт       | 2-я ударная армия     | 98-й стрелковый корпус            | -              |
| 01.01.1945 года | 2-й Белорусский фронт       | 2-я ударная армия     | 98-й стрелковый корпус            | -              |
| 01.02.1945 года | 2-й Белорусский фронт       | 2-я ударная армия     | 98-й стрелковый корпус            | -              |
| 01.03.1945 года | 2-й Белорусский фронт       | 2-я ударная армия     | 98-й стрелковый корпус            | -              |
| 01.04.1945 года | 2-й Белорусский фронт       | 2-я ударная армия     | 98-й стрелковый корпус            | -              |
| 01.05.1945 года | 2-й Белорусский фронт       |                       | 98-й стрелковый корпус            | -              |

## Командование

### Командиры
- Толстов, Архип Иванович (17.09.1941 — 01.03.1942), полковник;
- Шульга, Василий Павлович (01.03.1942 — 23.05.1942), подполковник;
- Маслов, Борис Семёнович (24.05.1942 — 09.07.1943), полковник, генерал-майор (с 27.01.1943);
- Якушов, Александр Васильевич (09.07.1943 — 11.01.1944), полковник;
- Серебряков, Иван Иванович (11.01.1944 — 19.03.1944), полковник;
- Якушов, Александр Васильевич (19.03.1944 — 03.07.1945), генерал-майор

### Заместители командира
- Савинов, Павел Григорьевич (28.04.1944 — …1944), генерал-майор;
- Соболев, Михаил Иванович (..07.1944 — ..09.1944), полковник;

### Начальники штаба
- Лебедев Андрей Ефремович (10.09.1941 — 30.03.1942), подполковник;
- Раков, Степан Семёнович (03.09. 1942 — ..12.1943), подполковник, полковник;
- Шпаковский, Леонид Иванович (..12.1943 — ..02.1944), подполковник;
- Рубан, Пётр Константинович (..02.1944 — 03.07.1945), полковник;

### Начальники политотдела
- Васягин, Семён Петрович 03.09 .1942 — . 1944), старший батальонный комиссар, подполковник, полковник;
- Пеколок, Борис Павлович (.1944 — 03.07.1945), полковник;

## Награды и наименования
| Награда (наименование)                | Дата              | За что получена |
| ------------------------------------- | ----------------- | --- |
| Почётное наименование «Ленинградская» | 22 июня 1944 года | Присвоено приказом Верховного Главнокомандующего № 0172 от 22 июня 1944 года за отличие в боях при прорыве сильно укреплённой, развитой в глубину, долговременной обороны финнов на Карельском перешейке севернее города Ленинграда. 11 июня 1944 года.                                                                                         |
| орден Красного Знамени                | 22 июня 1944 года | Присвоено приказом Заместителя Народного Комиссара Обороны СССР № 0183 от 7 июля 1944 года за образцовое выполнение заданий командования в боях с немецко-финскими захватчиками при прорыве сильно укреплённой долговременной обороны противника на Карельском перешейке севернее города Ленинграда и проявленные при этом доблесть и мужество. |

Войска 381-й стрелковой дивизии (В Приказах войска генерал майора Якушева) шесть раз отмечались в Приказах Верховного Главнокомандующего :
- За прорыв укрепленной, развитой в глубину долговременной обороны финнов на Карельском перешейке. 11 июня 1944 года № 112.:
- За прорыв глубоко эшелонированной обороны немцев севернее г. Пултуск и овладение этим сильным опорным пунктом обороны. 17 января 1945 года. № 224.
- За овладение штурмом городом Эльбинг — крупным узлом коммуникаций и мощным опорным пунктом обороны немцев на правом берегу Вислы, прикрывающим подступы к Данцигской бухте. 10 февраля 1945 года. № 271.
- За овладение городом и крепостью г. Грауденц — мощным узлом обороны немцев на нижнем течении реки Висла. 6 марта 1945 года. № 291.
- За овладение городами Гнев (Меве) и Старогард (Прейсиш Старгард) — важными опорными пунктами обороны немцев на подступах к Данцигу. 7 марта 1945 года. № 294.
- За овладение городом и крепостью Гданьск (Данциг) — важнейшим портом и первоклассной военно-морской базой немцев на Балтийском море. 30 марта 1945 года. № 319.

## Отличившиеся воины дивизии
| Награда | Ф. И. О.                       | Звание, должность                                                          | Дата награждения | Обстоятельства подвига | Примечания                                   |
| ------- | ------------------------------ | -------------------------------------------------------------------------- | --- | --- | -------------------------------------------- |
|         | Багаутдинов Гильми Абзалович   | Сержант, командир пулемётного расчёта 1259-го стрелкового полка            | Звание Героя Советского Союза присвоено за подвиг во время по прорыва долговременной обороны противника на Карельском перешейке в июне 1944 г. | 10.6.44 г. первым из батальона поднялся на штурм укреплений противника и за собой поднял весь личный состав. В полосе наступления батальона огневая точка противника не давала возможность продвижения. По личной инициативе подполз к амбразуре, забросал гранатами, …ликвидировав пулемёт и расчет противника, обеспечив продвижение пехоте. | Погиб 19.3.1945 г., Польша, д. Гросс-Клешкау |
|         | Минбаев, Набиджан              | Младший сержант, командир стрелкового отделения 1261-го стрелкового полка  | Звание Героя Советского Союза присвоено за подвиг во время по прорыва долговременной обороны противника на Карельском перешейке в июне 1944 г. | 10.6.44 г. во время атаки на укрепления противника после ранения командира взвода принял командование на себя, наступление остановилось перед рядом колючей проволоки, лёг на колючую проволоку животом и скомандовал «Взвод, через меня, бегом марш». Взвод по живому мосту перешёл препятствие и продолжал выполнять боевую задачу. |                                              |
|         | Рубченков, Владимир Трофимович | Младший лейтенант, комсорг стрелкового батальона 1263-го стрелкового полка | Звание Героя Советского Союза присвоено за подвиг во время по прорыва долговременной обороны противника на Карельском перешейке в июне 1944 г. | Заменив раненого командира роты повел роту в атаку, форсировал реку Сестра и со своей ротой прошёл вглубь вражеской территории на 8 км, была занята деревня Торни, которую удерживали до подхода батальона. 12.6.44 г. тремя гранатами лично уничтожил гарнизон ДОТа. 13.6.44 г. во время атаки обнаружил ДОТ, бросил гранаты и лично ворвался в ДОТ, уничтожил из автомата оцепеневших финнов. Благодаря этому подвигу 3-му батальону удалось без потерь занять вторую линию траншей. |                                              |

## Память

Памятник воинам 23-й армии Ленинградского фронта (Вуокса, 1944 год). Памятник посвящён  воинам 23-й армии Ленинградского фронта, участвовавшим в боях в июле 1944 года на реке Вуокса.   Расположен в поселке Барышево, Выборгского района Ленинградской области ( Гончаровское сельское поселение), в 4 км северо-западнее. На мемориальной  плите памятника, посвященной 98 стрелковому корпусу,  увековечена 381-я стрелковая дивизия.